# Proudfoot-Nunatakker
Die Proudfoot-Nunatakker sind Nunatakker im Palmerland auf der Antarktischen Halbinsel. Sie liegen südlich der Forschungsstation Sky Blu des British Antarctic Survey.
Das UK Antarctic Place-Names Committee benannte sie 2001 nach Lee Proudfoot (* 1966), ab 1995 Pilot und Koordinator für die Einrichtung der Landebahn an der Forschungsstation.